# Phragmotelium barnardii
Phragmotelium barnardii är en svampart som först beskrevs av Plowr. & G. Winter, och fick sitt nu gällande namn av Hans Sydow 1921. Phragmotelium barnardii ingår i släktet Phragmotelium, ordningen Pucciniales, klassen Pucciniomycetes, divisionen basidiesvampar och riket svampar.   Inga underarter finns listade i Catalogue of Life.